# アンディ・ロディック
アンディ・ロディック（Andy Stephen Roddick, 1982年8月30日 - ）は、アメリカ・ネブラスカ州オマハ出身の元男子プロテニス選手。ATPツアーでシングルス32勝、ダブルス4勝を挙げた。身長188cm、体重88kg。ATPランキング自己最高位はシングルス1位、ダブルス50位。
2003年全米オープン男子シングルス優勝者。ATPツアー・マスターズ1000では5回優勝。有数のビッグサーバーとしても知られ、サービスエース数9074本は歴代4位記録である。
また、現在男子アメリカ人選手シングルス最後のグランドスラム優勝者・世界ランキング1位・年間最終ランキング1位経験者である。

## 選手経歴

### キャリア初期
4歳からテニスを始める。2000年全豪オープンと全米オープンジュニアシングルスに優勝し、18歳でプロ転向。2001年春から男子テニス国別対抗戦・デビスカップアメリカ合衆国代表選手に選ばれた。

### 2003年　全米オープン優勝、No.1へ
2003年全米オープン男子シングルスで4大大会初優勝。決勝では当年度の全仏オープン優勝者、フアン・カルロス・フェレーロを6-3, 7-6, 6-3のストレートで倒した。ロディックはこの優勝により、それまで長年アメリカの男子テニス界を支えてきたピート・サンプラスとアンドレ・アガシの“後継者”として注目を集めた。その後ロディックは11月3日付けの世界ランキングで1位に上り詰めた。

### 2004年～2005年　フェデラーとの戦い、不調へ
ロディックはウィンブルドン選手権では2004年と2005年の2年連続、決勝でロジャー・フェデラーに敗れて準優勝になった（フェデラーには2003年の同大会準決勝でも敗れているため、3年連続の苦杯となる）。
2004年アテネ五輪にアメリカ代表選手として、シングルス3回戦でチリ代表のフェルナンド・ゴンサレスに4-6, 4-6で敗退する。オリンピック終了後の全米オープンでは、準々決勝でヨアキム・ヨハンソンに4-6, 4-6, 6-3, 6-2, 4-6のフルセットで敗れ、早い段階で大会連覇のチャンスを逃した。2005年全米オープンでは、1回戦でジル・ミュラーに不覚を取り、6-7, 6-7, 6-7のストレートで敗退した。

### 2006年～2009年　再びフェデラーへ挑戦
2006年全豪オープンで、ロディックは4回戦でマルコス・バグダティスに4-6, 6-1, 3-6, 4-6で敗退する。その後、ウィンブルドンでは3回戦でイギリスの新星アンディ・マリーとの“アンディ対決”に敗れてしまった。このとき世界ランキングは12位まで落ちている。ウィンブルドン選手権の終了後、ロディックは7月26日から新コーチとして往年のスーパースターだったジミー・コナーズを招聘した。コナーズに師事し始めた後、全米オープンで3年ぶり2度目の決勝進出を果たしたが、またもやフェデラーに2-6, 6-4, 5-7, 1-6で敗れて準優勝に終わった。
その後2年低迷していったが、名コーチであるラリー・ステファンキを新たに迎え、プレースタイル改善を図っていき、2009年ウィンブルドンでは、三度目の決勝に進出しフェデラーに挑戦したが、7-5, 6-7, 6-7, 6-3, 14-16のフルセットの末惜しくも敗れ、またも準優勝に終わった 。

### キャリア後半等
ロディックは長い間クレーコート開催の全仏オープンと相性が悪く、初出場時の2001年に3回戦まで進出した後は1・2回戦敗退止まりの成績が続いていたが、ようやく2009年に初の4回戦進出を決めたが、第11シードのガエル・モンフィスに4-6, 2-6, 3-6のストレートで完敗した。
デビスカップアメリカ合衆国代表選手としても、2007年にチームを12年ぶりの優勝に導いた。
プライベートにおいては2009年4月17日に、2007年秋以降交際を続けていた水着モデルのブルックリン・デッカーと結婚した。その人気を生かし、児童虐待などの防止を呼びかけるチャリティーリストバンドをプロデュースするなど、社会的な活動も行っている。
2012年、第20シードとして出場した全米オープンの開催中で、自身の30回目の誕生日である8月30日に、現役引退を表明した。「ずっとこの大会で引退したいと思っていた。来季を戦う体力の不安があり、1回戦を戦って決めた」と記者会見で語った
。同大会4回戦にて、フアン・マルティン・デル・ポトロに7-6, 6-7, 2-6, 4-6で敗退し、現役を引退した。
ロディックは2017年に国際テニス殿堂入りを果たした。

## プレースタイル等

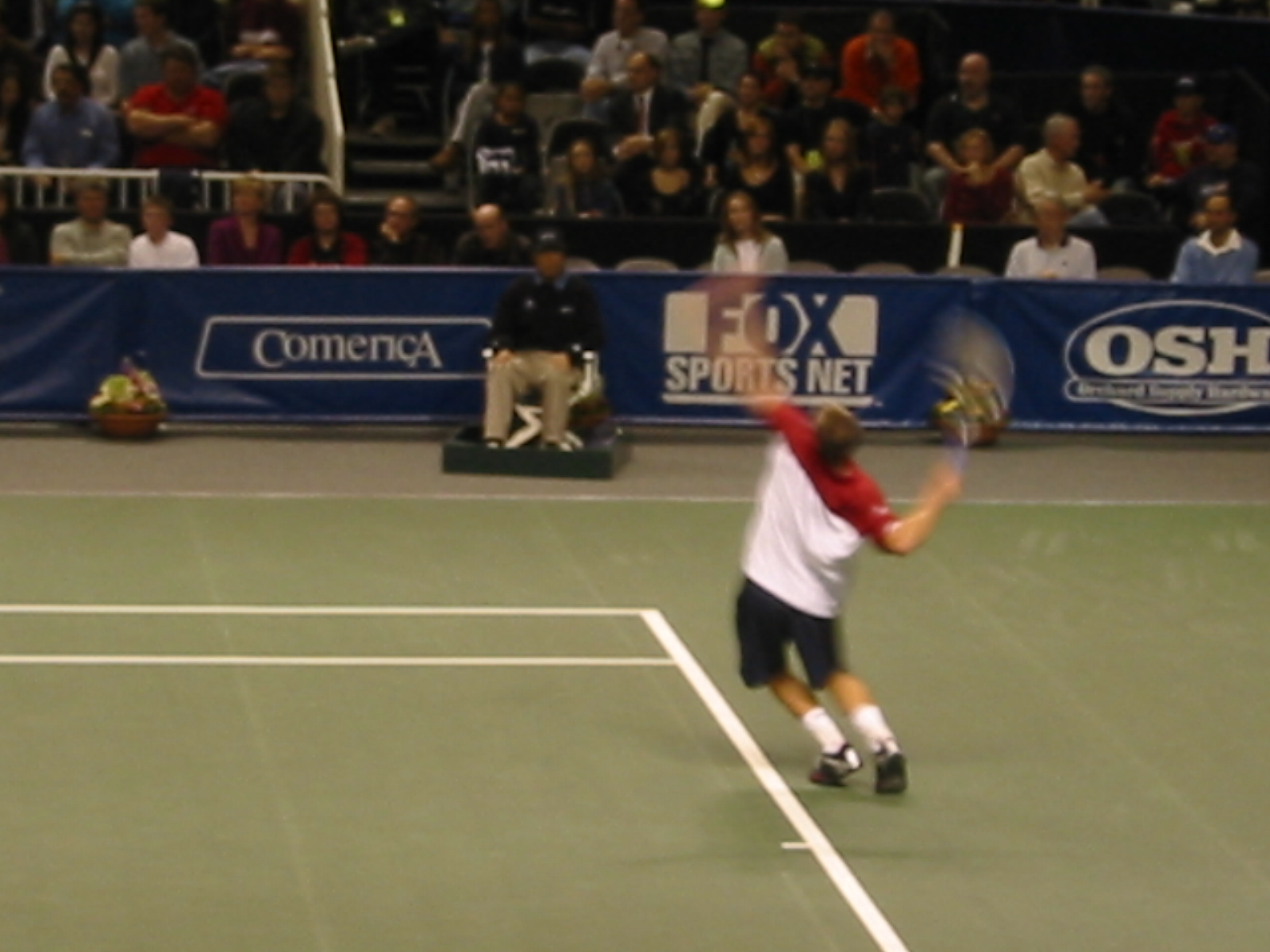
ロディックのサーブ、2004年

209～242 km/hのサーブを繰り出すビックサーバー。全身の力を効率よく理想的に使ったダイナミックなサーブでエースを量産する。またセカンドサーブで打つキックサーブやスライスサーブも強力。

### 2003年～2004年当時
荒削りで若干安定性の面で欠ける部分はあるが、スウィング・スピードが非常に速いフォアハンドも武器であった。
ただし、サーブとフォアハンドに比べて、フットワーク、ストローク力等のレベルの低さは著しい。サーブやその次のフォアハンドで決められない場合、チャレンジャーレベルと揶揄されることもあった。
なお逆に伸びしろは一番と「未完の大器」と期待されていた時期でもある。

### 2006年以降
フェデラーに全く歯が立たないことから、安定性を求めトップスピン系フォアハンドを多用したり、ネットプレーにチャレンジしたり、プレースタイルに変化を求めたが、なかなか成功するまでに至らず、低迷。
しかし、このロディックのプレースタイル変更の取り組みは、名コーチであるラリー・ステファンキを迎えた晩年の2009年ウィンブルドンにて、成果を見せる。「ビックサーブを軸としたフォアハンド、ネットプレーを使った速攻」「ボディへの鋭いスピンを効かせたセカンドサーブ」「冷静な粘り強さ」を特徴として勝ち進む。フルセットの熱戦となった準々決勝ヒューイット戦、トータル獲得ポイントでは劣っていたにもかかわらず勝負強さを発揮/競り勝った準決勝のマレー戦、そして最後は力尽きたが7-5、6-7、6-7、6-3、14-16と最後にブレイクされるまで37ゲームもサーブキープを続けた決勝フェデラー戦とと、名勝負を繰り広げている。ただ2010年以降、年齢的問題、肩の怪我により急激に衰えを見せており、この輝きが続くことはなかった。

## ATPツアー決勝進出結果

### シングルス: 52回 (32勝20敗)
| 大会グレード                    |
| グランドスラム (1–4)            |
| ATPファイナルズ (0–0)           |
| ATPツアー・マスターズ1000 (5–4) |
| ATPツアー500 (5–3)              |
| ATPツアー250 (21–9)             |

| サーフェス別タイトル |
| ハード (21–15)       |
| クレー (5–2)         |
| 芝 (5–3)             |
| カーペット (1–0)     |

| 結果   | No. | 決勝日         | 大会                 | サーフェス        | 対戦相手                         | スコア                              |
| ------ | --- | -------------- | -------------------- | ----------------- | -------------------------------- | ----------------------------------- |
| 優勝   | 1.  | 2001年4月23日  | アトランタ           | クレー            | グザビエ・マリス                 | 6-2, 6-4                            |
| 優勝   | 2.  | 2001年4月30日  | ヒューストン         | クレー            | 李亨澤                           | 7-5, 6-3                            |
| 優勝   | 3.  | 2001年8月13日  | ワシントンD.C.       | ハード            | チャン・シャルケン               | 6-2, 6-3                            |
| 優勝   | 4.  | 2002年2月18日  | メンフィス           | ハード (室内)     | ジェームズ・ブレーク             | 6-4, 3-6, 7-5                       |
| 準優勝 | 1.  | 2002年3月10日  | デルレイビーチ       | ハード            | ダビド・サンギネッティ           | 4-6, 6-4, 4-6                       |
| 優勝   | 5.  | 2002年4月22日  | ヒューストン         | クレー            | ピート・サンプラス               | 7-6(11-9), 6-3                      |
| 準優勝 | 2.  | 2002年8月5日   | トロント             | ハード            | ギリェルモ・カナス               | 4-6, 5-7                            |
| 準優勝 | 3.  | 2003年2月24日  | メンフィス           | ハード (室内)     | テーラー・デント                 | 1-6, 4-6                            |
| 準優勝 | 4.  | 2003年4月28日  | ヒューストン         | クレー            | アンドレ・アガシ                 | 6-3, 3-6, 4-6                       |
| 優勝   | 6.  | 2003年5月26日  | ザンクト・ペルテン   | クレー            | ニコライ・ダビデンコ             | 3-6, 2-6                            |
| 優勝   | 7.  | 2003年6月16日  | ロンドン             | 芝                | セバスチャン・グロジャン         | 3-6, 3-6                            |
| 優勝   | 8.  | 2003年7月21日  | インディアナポリス   | ハード            | パラドーン・スリチャパン         | 7-6(7-2), 6-4                       |
| 優勝   | 9.  | 2003年8月4日   | モントリオール       | ハード            | ダビド・ナルバンディアン         | 6-1, 6-3                            |
| 優勝   | 10. | 2003年8月11日  | シンシナティ         | ハード            | マーディ・フィッシュ             | 4-6, 7-6(7-3), 7-6(7-4)             |
| 優勝   | 11. | 2003年8月25日  | 全米オープン         | ハード            | フアン・カルロス・フェレーロ     | 6-3, 7-6(7-2), 6-3                  |
| 優勝   | 12. | 2004年2月9日   | サンノゼ             | ハード (室内)     | マーディ・フィッシュ             | 7-6(15-13), 6-4                     |
| 優勝   | 13. | 2004年3月22日  | マイアミ             | ハード            | ギリェルモ・コリア               | 6-7(2-7), 6-3, 6-1, 途中棄権        |
| 準優勝 | 5.  | 2004年4月19日  | ヒューストン         | クレー            | トミー・ハース                   | 3-6, 4-6                            |
| 優勝   | 14. | 2004年6月14日  | ロンドン             | 芝                | セバスチャン・グロジャン         | 7-6(7-4), 6-4                       |
| 準優勝 | 6.  | 2004年7月4日   | ウィンブルドン       | 芝                | ロジャー・フェデラー             | 6-4, 5-7, 6-7(3-7), 4-6             |
| 優勝   | 15. | 2004年7月19日  | インディアナポリス   | ハード            | ニコラス・キーファー             | 6-2, 6-3                            |
| 準優勝 | 7.  | 2004年8月2日   | トロント             | ハード            | ロジャー・フェデラー             | 5-7, 3-6                            |
| 準優勝 | 8.  | 2004年10月4日  | バンコク             | ハード (室内)     | ロジャー・フェデラー             | 4-6, 0-6                            |
| 優勝   | 16. | 2005年2月7日   | サンノゼ             | ハード (室内)     | シリル・ソールニエ               | 6-0, 6-4                            |
| 優勝   | 17. | 2005年4月24日  | ヒューストン         | クレー            | セバスチャン・グロジャン         | 6-2, 6-2                            |
| 優勝   | 18. | 2005年6月6日   | ロンドン             | 芝                | イボ・カロビッチ                 | 7-6(9-7), 7-6(7-4)                  |
| 準優勝 | 9.  | 2005年7月3日   | ウィンブルドン       | 芝                | ロジャー・フェデラー             | 2-6, 6-7(2-7), 4-6                  |
| 優勝   | 19. | 2005年8月7日   | ワシントンD.C.       | ハード            | ジェームズ・ブレーク             | 7-5, 6-3                            |
| 準優勝 | 10. | 2005年8月22日  | シンシナティ         | ハード            | ロジャー・フェデラー             | 3-6, 5-7                            |
| 優勝   | 20. | 2005年10月30日 | リヨン               | カーペット (室内) | ガエル・モンフィス               | 6-3, 6-2                            |
| 準優勝 | 11. | 2006年7月24日  | インディアナポリス   | ハード            | ジェームズ・ブレーク             | 6-4, 4-6, 6-7(5-7)                  |
| 優勝   | 21. | 2006年8月20日  | シンシナティ         | ハード            | フアン・カルロス・フェレーロ     | 6-3, 6-4                            |
| 準優勝 | 12. | 2006年9月11日  | 全米オープン         | ハード            | ロジャー・フェデラー             | 2-6, 6-4, 5-7, 1-6                  |
| 準優勝 | 13. | 2007年2月25日  | メンフィス           | ハード (室内)     | トミー・ハース                   | 3-6, 2-6                            |
| 優勝   | 22. | 2007年6月17日  | ロンドン             | 芝                | ニコラ・マユ                     | 4-6, 7-6(9-7), 7-6(7-2)             |
| 優勝   | 23. | 2007年8月5日   | ワシントンD.C.       | ハード            | ジョン・イスナー                 | 6-4, 7-6(7-4)                       |
| 優勝   | 24. | 2008年2月24日  | サンノゼ             | ハード (室内)     | ラデク・ステパネク               | 6-4, 7-5                            |
| 優勝   | 25. | 2008年3月8日   | ドバイ               | ハード            | フェリシアーノ・ロペス           | 6-7(8-10), 6-4, 6-2                 |
| 準優勝 | 14. | 2008年8月10日  | ロサンゼルス         | ハード            | フアン・マルティン・デル・ポトロ | 1-6, 6-7(2-7)                       |
| 優勝   | 26. | 2008年9月28日  | 北京                 | ハード            | ドゥディ・セラ                   | 6-4, 6-7(6-8), 6-3                  |
| 準優勝 | 15. | 2009年1月10日  | ドーハ               | ハード            | アンディ・マリー                 | 4-6, 2-6                            |
| 優勝   | 27. | 2009年2月13日  | メンフィス           | ハード (室内)     | ラデク・ステパネク               | 7-5, 7-5                            |
| 準優勝 | 16. | 2009年7月5日   | ウィンブルドン       | 芝                | ロジャー・フェデラー             | 7-5, 6-7(6-8), 6-7(5-7), 6-3, 14-16 |
| 準優勝 | 17. | 2009年8月9日   | ワシントンD.C.       | ハード            | フアン・マルティン・デル・ポトロ | 6-3, 5-7, 6-7(6-8)                  |
| 優勝   | 28. | 2010年1月10日  | ブリスベン           | ハード            | ラデク・ステパネク               | 7-6(7-2), 7-6(9-7)                  |
| 準優勝 | 18. | 2010年2月14日  | サンノゼ             | ハード (室内)     | フェルナンド・ベルダスコ         | 6-3, 4-6, 4-6                       |
| 準優勝 | 19. | 2010年3月21日  | インディアンウェルズ | ハード            | イワン・リュビチッチ             | 7-6(7-3), 7-6(7-5)                  |
| 優勝   | 29. | 2010年4月4日   | マイアミ             | ハード            | トマーシュ・ベルディハ           | 7-5, 6-4                            |
| 準優勝 | 20. | 2011年1月9日   | ブリスベン           | ハード            | ロビン・セーデリング             | 3-6, 5-7                            |
| 優勝   | 30. | 2011年2月20日  | メンフィス           | ハード (室内)     | ミロシュ・ラオニッチ             | 7-6(9-7), 6-7(11-13), 7-5           |
| 優勝   | 31. | 2012年6月23日  | イーストボーン       | 芝                | アンドレアス・セッピ             | 6-3, 6-2                            |
| 優勝   | 32. | 2012年7月22日  | アトランタ           | ハード            | ジル・ミュラー                   | 1-6, 7-6(7-2), 6-2                  |

### ダブルス: 8回 (4勝4敗)
| 結果   | No. | 決勝日         | 大会                 | サーフェス | パートナー                   | 対戦相手                                          | スコア            |
| ------ | --- | -------------- | -------------------- | ---------- | ---------------------------- | ------------------------------------------------- | ----------------- |
| 優勝   | 1.  | 2001年3月12日  | デルレイビーチ       | ハード     | ジャン＝マイケル・ギャンビル | トーマス嶋田 マイルズ・ウェイクフィールド         | 6-3, 6-4          |
| 準優勝 | 1.  | 2001年7月30日  | ロサンゼルス         | ハード     | ジャン＝マイケル・ギャンビル | ボブ・ブライアン マイク・ブライアン               | 5-7, 6-7(6-8)     |
| 優勝   | 2.  | 2002年4月29日  | ヒューストン         | クレー     | マーディ・フィッシュ         | ジャン＝マイケル・ギャンビル グレイドン・オリバー | 6-4, 6-4          |
| 準優勝 | 2.  | 2004年1月12日  | ドーハ               | ハード     | ステファン・クベク           | マルティン・ダム シリル・スーク                   | 2-6, 4-6          |
| 優勝   | 3.  | 2006年7月24日  | インディアナポリス   | ハード     | ボビー・レイノルズ           | ポール・ゴールドステイン ジム・トーマス           | 6-4, 6-4          |
| 優勝   | 4.  | 2009年3月21日  | インディアンウェルズ | ハード     | マーディ・フィッシュ         | マックス・ミルヌイ アンディ・ラム                 | 3-6, 6-1, [14-12] |
| 準優勝 | 3.  | 2009年10月11日 | 北京                 | ハード     | マーク・ノールズ             | ボブ・ブライアン マイク・ブライアン               | 4-6, 2-6          |
| 準優勝 | 4.  | 2011年5月15日  | ローマ               | クレー     | マーディ・フィッシュ         | ジョン・イスナー サム・クエリー                   | 不戦敗            |

## 4大大会優勝
- 全米オープン：1勝（2003年）〔準優勝1度：2006年〕

〔 ウィンブルドン準優勝3度：2004, 05, 09年〕
| 年     | 大会         | 対戦相手                     | 試合結果      |
| ------ | ------------ | ---------------------------- | ------------- |
| 2003年 | 全米オープン | フアン・カルロス・フェレーロ | 6-3, 7-6, 6-3 |

## 成績

### 4大大会シングルス
| 大会           | 2000 | 2001 | 2002 | 2003 | 2004 | 2005 | 2006 | 2007 | 2008 | 2009 | 2010 | 2011 | 2012 | 通算成績 |
| -------------- | ---- | ---- | ---- | ---- | ---- | ---- | ---- | ---- | ---- | ---- | ---- | ---- | ---- | -------- |
| 全豪オープン   | A    | A    | 2R   | SF   | QF   | SF   | 4R   | SF   | 3R   | SF   | QF   | 4R   | 2R   | 38–11    |
| 全仏オープン   | A    | 3R   | 1R   | 1R   | 2R   | 2R   | 1R   | 1R   | A    | 4R   | 3R   | A    | 1R   | 9–10     |
| ウィンブルドン | A    | 3R   | 3R   | SF   | F    | F    | 3R   | QF   | 2R   | F    | 4R   | 3R   | 3R   | 41–12    |
| 全米オープン   | 1R   | QF   | QF   | W    | QF   | 1R   | F    | QF   | QF   | 3R   | 2R   | QF   | 4R   | 43–12    |
| 合計           | 0-1  | 8-3  | 7-4  | 17-3 | 15-4 | 12-4 | 11-4 | 13-4 | 7-3  | 16-4 | 10-4 | 9-3  | 6-4  | 131–45   |

### 大会最高成績
| 大会                 | 成績 | 年               |
| -------------------- | ---- | ---------------- |
| ATPファイナルズ      | SF   | 2003, 2004, 2007 |
| インディアンウェルズ | F    | 2010             |
| マイアミ             | W    | 2004, 2010       |
| モンテカルロ         | 3R   | 2002             |
| マドリード           | QF   | 2009             |
| ローマ               | SF   | 2002, 2008       |
| カナダ               | W    | 2003             |
| シンシナティ         | W    | 2003, 2006       |
| 上海                 | QF   | 2011             |
| パリ                 | SF   | 2003, 2005       |
| ハンブルク           | 3R   | 2002             |
| オリンピック         | 3R   | 2004             |
| デビスカップ         | W    | 2007             |

### 世界ランキング
|      | 2000 | 2001 | 2002 | 2003 | 2004 | 2005 | 2006 | 2007 | 2008 | 2009 | 2010 | 2011 | 2012 |
| ---- | ---- | ---- | ---- | ---- | ---- | ---- | ---- | ---- | ---- | ---- | ---- | ---- | ---- |
| 順位 | 156  | 14   | 10   | 1    | 2    | 3    | 6    | 6    | 8    | 7    | 8    | 14   | 39   |

## 対戦成績
- マーディ・フィッシュ 9–3
- レイトン・ヒューイット 7–7
- トマーシュ・ベルディハ 6-5
- トミー・ハース 6–7
- フアン・カルロス・フェレーロ 5–0
- ノバク・ジョコビッチ 5–4
- カルロス・モヤ 4–1
- マラト・サフィン 4–3
- アンディ・マリー 3–8
- ラファエル・ナダル 3–7
- ロジャー・フェデラー 3–21
- ピート・サンプラス 2–1
- 錦織圭 1–0
- アンドレ・アガシ 1–5